# Fibok-Müller-Sidermec
Fibok-Müller-Sidermec war ein italienisches professionelles Radsportteam, das von 1983 bis 1987 bestand.

## Geschichte
Das Team wurde 1983 unter der Leitung von Carlo Menicagli gegründet. Im ersten Jahr konnte nur ein Rennen gewonnen werden und jeweils einen dritten Platz bei der Coppa Agostoni, beim Gran Premio Industria e Commercio di Prato und bei Mailand-Turin. Ein Jahr später erzielte das Team einen zweiten Platz bei der Trofeo Matteotti, den jeweils dritten Platz bei dem Giro di Romagna und beim Gran Premio Industria e Commercio di Prato. 1985 belegte das Team den dritten Platz bei Mailand-Sanremo beim Sieg von Hennie Kuiper. Vierte Plätze wurden bei der Lombardei-Rundfahrt, dem Giro di Romagna, bei Visp-Grachen, beim Gran Premio Città di Camaiore und bei der Trofeo Laigueglia erreicht. 1986 beendete das Team den Giro d’Italia auf dem 13. Gesamtrang und wurde Vierter bei der Lombardei-Rundfahrt. 1987 wurde beim GP Chiasso und beim Gran Premio Industria e Commercio di Prato jeweils zweite Plätze, einen dritten Platz bei der Berner Rundfahrt und ein fünfter Platz bei der Trofeo Laigueglia erzielt. Nach Ende der Saison 1987 löste sich das Team auf.

## Erfolge – Straße
1983
- Giro dell’Emilia

1985
- Kaistenberg-Rundfahrt
- Giro della Provincia di Reggio Calabria

1986
- Giro dell’Umbria
- Giro del Trentino

## Grand-Tour-Platzierungen
| Grand Tour            | 1983 | 1984 | 1985 | 1986 | 1987 |
| --------------------- | ---- | ---- | ---- | ---- | ---- |
| Vuelta a EspañaVuelta | –    | –    | –    | –    | –    |
| Giro d’ItaliaGiro     | 43   | 12   | 38   | 13   | 13   |
| Tour de FranceTour    | –    | –    | –    | –    | –    |

## Monumente-des-Radsports-Platzierungen
| Monument                 | 1983 | 1984 | 1985 | 1986 |
| ------------------------ | ---- | ---- | ---- | ---- |
| Mailand–Sanremo          | 35   | 9    | 3    | 54   |
| Flandern-Rundfahrt       | –    | –    |      | –    |
| Paris–Roubaix            | –    | –    |      | –    |
| Lüttich–Bastogne–Lüttich | –    | –    |      | –    |
| Lombardei-Rundfahrt      | 28   | 18   | 4    | 4    |

## Bekannte ehemalige Fahrer
- Cesare Cipollini (1983–1984)
- Peter Kehl (1983)
- Gottfried Schmutz (1984+1987)
- Eddy Schepers (1984)
- Stefano Colage (1985–1987)
- Richard Trinkler (1987)